# Stan Johns
Stan Johns (28 tháng 6 năm 1924 - 1985)  là một cầu thủ bóng đá người Anh thi đấu ở vị trí tiền đạo cho South Liverpool và West Ham United.

## Sự nghiệp thi đấu
Sinh ra ở Liverpool, Johns nhận được sự chú ý của các câu lạc bộ địa phương Liverpool và Everton nhưng quyết định gia nhập West Ham United năm 1950. Johns ghi bàn trong hai trận đầu tiên cho West Ham, vào lưới Cardiff City và Blackburn Rovers, chỉ thi đấu thêm 4 trận không ghi bàn, và không được lựa chọn thi đấu nữa.
Ông mât năm 1985.